# 서인도양실러캔스
서인도양실러캔스(Latimeria chalumnae) 또는 아프리카실러캔스는 현존하는 2종의 실러캔스 중의 하나이다. 흔히 조기어류보다 폐어류와 파충류 그리고 포유류에 더 가까운 척추동물인 총기어목에 속한다.

## 같이 보기
- 인도네시아실러캔스